# Negotinthia
Negotinthia (лат.) — род бабочек из семейства стеклянниц (Sesiidae). 

## Распространение
Европа (Сербия, Румыния), Россия (включая Ставрополье и Кубань, Крым), Кавказ (Азербайджан), Турция, Иран и Ближний Восток (включая Израиль).

## Описание
Мелкие бабочки с полупрозрачными крыльями. Длина тела около 1 см, размах крыльев до 2 см, усики около 5 мм. Основная окраска чёрная с желтоватыми отметинами, у некоторых представителей с зеленовато-бронзовым отблеском. Брюшко с узкими желтоватыми полосками или без них у одного вида (N. myrmosaeformis).  Гусеницы питаются на корнях травянистых растений (например, вид Negotinthia efetovi на корнях лапчатки Potentilla pedata из семейства Розовые, Rosaceae).

## Систематика
Род был впервые описан в 2001 году российским энтомологом Олегом Горбуновым (Институт проблем экологии и эволюции им. А. Н. Северцова РАН) и сходен с Paranthrena, несколько видов из которого и были в него включены. Принадлежит к трибе Tinthiini. По трофической специализации род делится на две естественные группы. Первая группа N. myrmosaeformis species group включает виды, чьи гусеницы живут в корнях Potentilla spp. (Rosaceae). К ней относят три вида: N. myrmosaeformis, N. cingulata и N. efetovi. Вторая группа включает единственный вид N. hoplisiformis, чьи гусеницы питаются на корнях Poterium sanguisorba L. и Sanguisorba minor Scop. (Rosaceae).
- Negotinthia cingulata (Staudinger, 1870)[2]
  - =Negotinthia myrmosaeformis cingulata (Staudinger, 1870)
- Negotinthia efetovi Gorbunov, 2019
- Negotinthia hoplisiformis (Mann, 1864)
  - =Paranthrena hoplisiformis Mann, 1864
- Negotinthia myrmosaeformis (Herrich-Schäffer, 1846)typus
  - =Paranthrena myrmosaeformis Herrich-Schäffer, 1846